# Lepidostoma (djur)
Lepidostoma är ett släkte av nattsländor. Lepidostoma ingår i familjen kantrörsnattsländor.

## Dottertaxa tillLepidostoma, i alfabetisk ordning[1][2]
- Lepidostoma acarolum
- Lepidostoma americanum
- Lepidostoma anorhepes
- Lepidostoma apornum
- Lepidostoma astaneum
- Lepidostoma aztecum
- Lepidostoma bakeri
- Lepidostoma baxea
- Lepidostoma bisculum
- Lepidostoma bryanti
- Lepidostoma canthum
- Lepidostoma carolina
- Lepidostoma carrolli
- Lepidostoma cascadense
- Lepidostoma castalianum
- Lepidostoma ceratinum
- Lepidostoma chiriquiensis
- Lepidostoma cinereum
- Lepidostoma compressum
- Lepidostoma conjunctum
- Lepidostoma corollatum
- Lepidostoma costale
- Lepidostoma cratis
- Lepidostoma curtipendulum
- Lepidostoma dafila
- Lepidostoma deceptivum
- Lepidostoma delongi
- Lepidostoma denningi
- Lepidostoma dulitense
- Lepidostoma ectopium
- Lepidostoma erectum
- Lepidostoma ermanae
- Lepidostoma errigenum
- Lepidostoma etnieri
- Lepidostoma excavatum
- Lepidostoma fimbriatum
- Lepidostoma flinti
- Lepidostoma fraternum
- Lepidostoma frontale
- Lepidostoma frosti
- Lepidostoma ganesa
- Lepidostoma gigitaring
- Lepidostoma glenni
- Lepidostoma grande
- Lepidostoma griseum
- Lepidostoma hamatum
- Lepidostoma heveli
- Lepidostoma hirtum
- Lepidostoma hoodi
- Lepidostoma jewetti
- Lepidostoma knulli
- Lepidostoma kornmanni
- Lepidostoma lacinatum
- Lepidostoma latipenne
- Lepidostoma leonilae
- Lepidostoma lescheni
- Lepidostoma libum
- Lepidostoma licolum
- Lepidostoma lobatum
- Lepidostoma lotor
- Lepidostoma lydia
- Lepidostoma macroceron
- Lepidostoma medium
- Lepidostoma memotong
- Lepidostoma mexicanum
- Lepidostoma mitchelli
- Lepidostoma modestum
- Lepidostoma montatan
- Lepidostoma morsei
- Lepidostoma nayarkot
- Lepidostoma neboissi
- Lepidostoma oaxacense
- Lepidostoma octolobium
- Lepidostoma ojanum
- Lepidostoma ontario
- Lepidostoma oreion
- Lepidostoma ormeum
- Lepidostoma ozarkense
- Lepidostoma palawanensis
- Lepidostoma pedang
- Lepidostoma pendulum
- Lepidostoma pictile
- Lepidostoma pilosum
- Lepidostoma pluviale
- Lepidostoma podagrum
- Lepidostoma polylepidum
- Lepidostoma prominens
- Lepidostoma pseudabruptum
- Lepidostoma quaternarium
- Lepidostoma quercinum
- Lepidostoma quila
- Lepidostoma ratanapruksi
- Lepidostoma rayneri
- Lepidostoma recinum
- Lepidostoma rectangulare
- Lepidostoma reimoseri
- Lepidostoma reosum
- Lepidostoma roafi
- Lepidostoma sackeni
- Lepidostoma schwendingeri
- Lepidostoma serratum
- Lepidostoma sibuyana
- Lepidostoma simalungensis
- Lepidostoma sommermanae
- Lepidostoma spicatum
- Lepidostoma steinhauseri
- Lepidostoma stigma
- Lepidostoma stylifer
- Lepidostoma talamancense
- Lepidostoma tapanti
- Lepidostoma tectore
- Lepidostoma tenellum
- Lepidostoma tenerifensis
- Lepidostoma tibiale
- Lepidostoma togatum
- Lepidostoma uncinatum
- Lepidostoma unicolor
- Lepidostoma varithi
- Lepidostoma weaveri
- Lepidostoma vernale
- Lepidostoma verodum
- Lepidostoma wliense
- Lepidostoma xolotl
- Lepidostoma xylochos
- Lepidostoma zimmermanni

## Bildgalleri

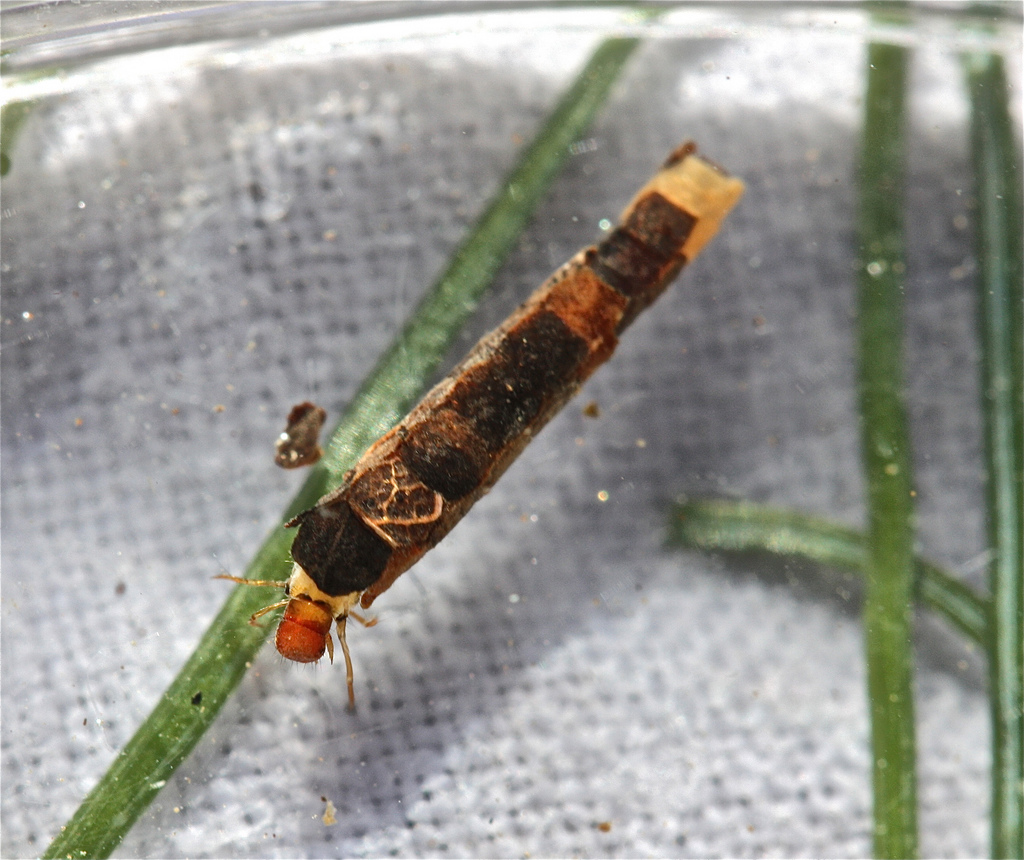
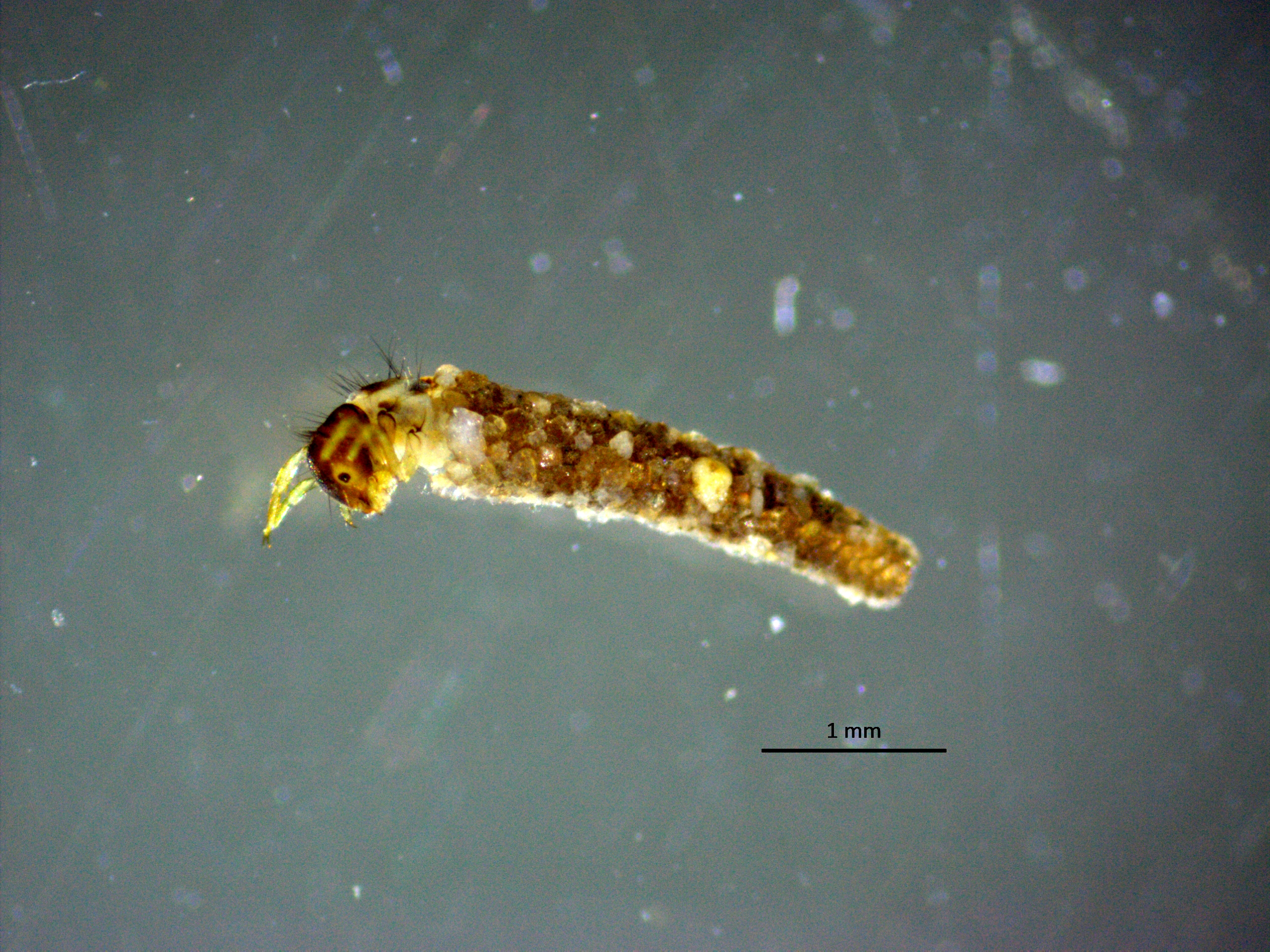
Lepidostoma hirtum